# Taracus gertschi
Espèce
Taracus gertschi est une espèce d'opilions dyspnois de la famille des Taracidae.

## Distribution
Cette espèce se rencontre aux États-Unis dans le Nord de l'Idaho, dans l'Ouest du Montana, dans l'Est de l'Oregon et dans l'Est du Washington et au Canada dans le Sud-Est de la Colombie-Britannique et dans le Sud-Ouest de l'Alberta.

## Description
La femelle holotype mesure 3,7 mm.
Le mâle décrit par Shear et Warfel en 2016 mesure 3,67 mm et la femelle 4,67 mm.

## Systématique et taxinomie
Cette espèce a été décrite par Goodnight et Goodnight en 1942.

## Étymologie
Cette espèce est nommée en l'honneur de Willis John Gertsch.

## Publication originale
- Goodnight & Goodnight, 1942 : « New American Phalangida. » American Museum Novitates, no 1164, p. 1–4 (texte intégral).